# Siphamia tubulata
Siphamia tubulata és una espècie de peix pertanyent a la família dels apogònids.

## Reproducció
Els ous són incubats a la boca.

## Hàbitat
És un peix marí, bentopelàgic i de clima tropical, els individus adults del qual viuen sobre fons tous del litoral.

## Distribució geogràfica
Es troba al Pacífic occidental central: Austràlia i Papua Nova Guinea.

## Observacions
És inofensiu per als humans.